# La Momie (film, 1999)
Vous lisez un « bon article » labellisé en 2021.
Pour les articles homonymes, voir La Momie et The Mummy.
Série La Momie
Le Retour de la momie
(2001)
Pour plus de détails, voir Fiche technique et Distribution.
La Momie (The Mummy) est un film américain réalisé par Stephen Sommers et sorti en 1999. C'est une nouvelle version du film américain  La Momie, également produit par Universal Pictures et sorti en 1932.
Le film a pour antagoniste principal la momie d'un prêtre d'Égypte antique maudit qui est accidentellement ramené à la vie par des archéologues dans les années 1920. La momie poursuit les membres de l'expédition jusqu'au Caire pour se nourrir d'eux et accumule ainsi des pouvoirs magiques de plus en plus terrifiants, au point de menacer l'Égypte et le monde entier, tandis que l'aventurier Rick O'Connell (Brendan Fraser) et la bibliothécaire Evelyn Carnahan (Rachel Weisz) tentent de trouver un moyen de l'arrêter.
Le film reçoit des critiques partagées à sa sortie en salles, mais il obtient un succès commercial et remporte plusieurs récompenses, dont deux pour sa bande originale, composée par Jerry Goldsmith. Il donne lieu à deux suites, Le Retour de la momie du même réalisateur en 2001 puis La Momie : La Tombe de l'Empereur Dragon de Rob Cohen en 2008. Un film dérivé, Le Roi Scorpion (2002), engendre lui-même une nouvelle série de films. La Momie donne aussi lieu à une adaptation en série animée (2001-2003). Divers produits dérivés sont également commercialisés.
Bien que l'équipe du film ait inclus un consultant historique, La Momie reste un film d'aventure plus qu'un film historique et prend de nombreuses libertés avec la réalité de l'Égypte ancienne, que ce soit dans la manière dont il représente le Livre des morts égyptien, dans sa mise en scène d'une nécropole imaginaire, Hamunaptra, ou dans la façon dont le film montre le travail des archéologues. La représentation que le film donne de l'Égypte et des Égyptiens des années 1920 a été rapprochée, quant à elle, de l'orientalisme et de l'imaginaire colonial.

## Synopsis

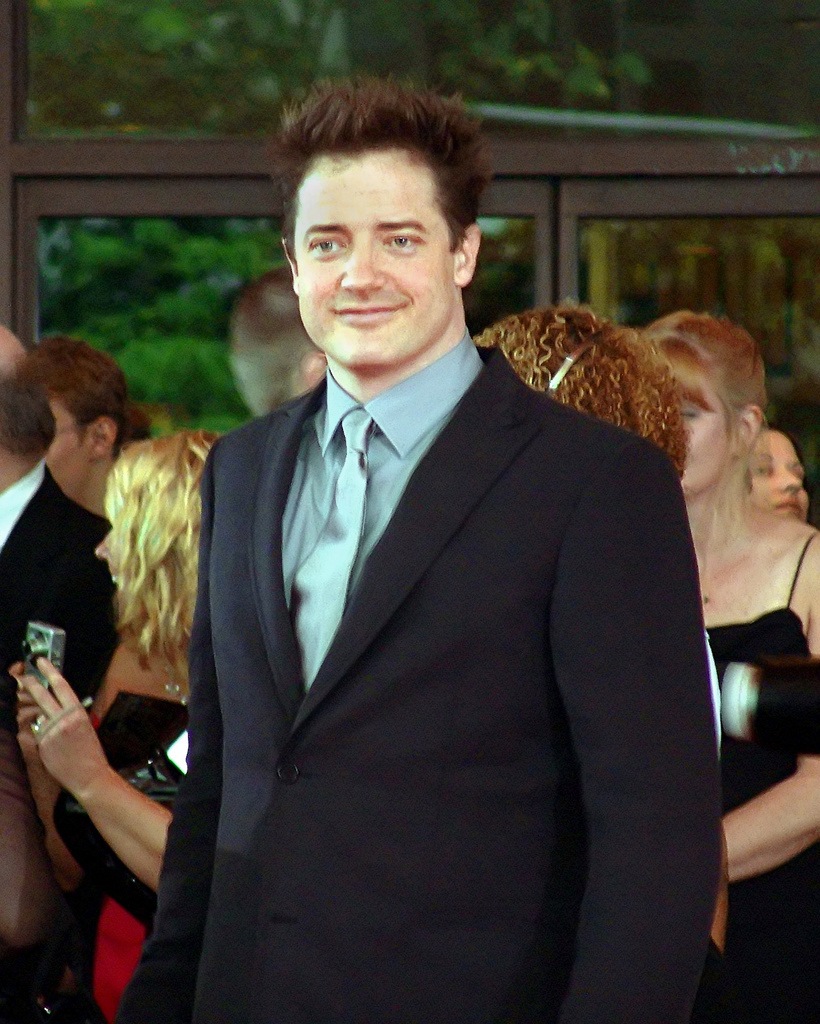
Brendan Fraser (ici en 2006) incarne l'aventurier Rick O'Connell dans le film.

En 1290 av. J.-C., le Grand Prêtre Imhotep (Arnold Vosloo) a une liaison amoureuse avec Anck-Su-Namun (Patricia Velásquez), la favorite du pharaon Séthi Ier. Lors d'une rencontre entre les deux amants, ils sont surpris par le pharaon qu'ils assassinent. Après avoir été découverts par les gardes du roi, Anck-Su-Namun se suicide et le grand prêtre Imhotep s'enfuit pour pouvoir la faire revenir d'entre les morts. Il vole le cadavre de son amante et l'emmène à Hamunaptra, la cité des Morts, où il commence un rituel de résurrection. Capturé par les soldats du pharaon avant la fin de la cérémonie, il est condamné au Om-Daï : malédiction qui consiste à être enfermé vivant dans un sarcophage pendant que des scarabées le dévorent vivant.
En 1926, au Caire, Evelyn « Evy » Carnahan (Rachel Weisz), jeune femme britannique ayant une excellente connaissance de l'Égypte antique, travaille comme bibliothécaire au Musée égyptien du Caire. Jonathan Carnahan (John Hannah), son frère, a un goût pour le luxe et a obtenu d'un homme une clé et une carte menant à Hamunaptra. Evelyn décide alors d'aller voir cet homme qui s'est déjà rendu à la cité des Morts. Or, c'est dans une prison qu'elle le trouve. L'homme a été condamné à mort par le directeur de la prison. Il est sauvé in extremis par la jeune femme qui promet au directeur de l'or de la cité. Cet homme est Rick O'Connell (Brendan Fraser), un aventurier qui prétend connaître l'emplacement secret de Hamunaptra, et Evelyn et Jonathan s'allient avec lui pour retrouver la cité. Le groupe rivalise avec une bande de chasseurs de trésors américains conduits par un égyptologue du nom d'Allen Chamberlen. Ces derniers sont guidés par Beni Gabor (Kevin J. O'Connor), un ancien ami de Rick.
Les deux groupes atteignent Hamunaptra en même temps. Ils sont attaqués par les Medjaÿ, descendants des gardes des pharaons, qui, depuis trois mille ans, défendent l'emplacement de la nécropole maudite. Les Américains trouvent un coffret surmonté d'une malédiction, qui contient le livre des Morts et des vases canopes. Sur le coffret, il est écrit que la créature viendra aspirer fluide et organes de ceux qui l'ouvriront. Pendant ce temps-là, Rick, Evy et Jonathan trouvent sous la statue d'Anubis une momie qui se trouve être celle d'Imhotep.
La nuit suivante, Evelyn récite une formule du livre des Morts, ce qui réveille Imhotep. Conformément à la malédiction, il se met d'abord en quête de ceux qui ont ouvert le coffret. Il retrouve l'un des trois Américains errant dans la nécropole à la recherche de ses lunettes, et lui arrache les yeux et la langue. Il croise ensuite le chemin d'Evelyn et, la voyant par les yeux du myope, reconnaît en elle sa défunte maîtresse Anck-Su-Namun. Heureusement, elle est secourue in extremis par Rick et Jonathan, et tous les trois s'enfuient de la nécropole. Tout de suite après, Beni Gabor se retrouve en face d'Imhotep et croit sa dernière heure arrivée, mais celui-ci lui propose d'entrer à son service.
Rick, Evelyn, Jonathan et les trois Américains trouvent refuge dans un hôtel au Caire. Ils y reçoivent l'aide inattendue du chef des Medjaÿ, Ardeth Bay     (Oded Fehr), qui leur explique qu'Imhotep souhaite ramener sa fiancée à la vie et qu'il a choisi Evelyn pour le sacrifice humain. Evelyn suppose que, si le livre des Morts a eu le pouvoir de ressusciter Imhotep, un autre livre, le livre d'Amon-Râ, doit contenir un moyen de le renvoyer dans le monde des morts. Pendant qu'ils tentent d'élaborer un plan, Imhotep s'infiltre dans l'hôtel, achève l'Américain myope, tue l'égyptologue et fait subir le même sort aux deux Américains restants, ce qui lui permet de se régénérer complètement et d'accumuler de puissants pouvoirs magiques. Il fait ainsi s'abattre sur le pays plusieurs plaies d'Égypte en changeant l'eau d'une fontaine en sang, puis en faisant apparaître une invasion de sauterelles. Le même soir, il entre dans la chambre d'Evy. Il l'embrasse et en se réveillant, elle hurle, ce qui prévient le reste du groupe. Rick arrive juste à temps pour la sauver en brandissant un chat, symbole de la vie, qui met en fuite Imhotep. Cependant, le prêtre ne s'arrête pas là. Il parvient à prendre le contrôle de centaines d'Égyptiens qui attaquent le groupe d'expédition. La troupe encerclée, Imhotep propose à Evy de le rejoindre et de laisser sain et sauf le groupe. Elle accepte pour sauver la vie à Rick et Jonathan ainsi qu'aux membres de l'expédition restants.
Déterminés à sauver Evelyn coûte que coûte, Rick et Jonathan retournent à Hamunaptra à bord d'un avion biplan piloté par un vieux militaire qu'ils ont recruté, le capitaine Winston Havelock. Pris dans une tornade de sable envoyée par Imhotep, ils s'écrasent, ce qui coûte la vie au capitaine. Les sauveteurs d'Evelyn reçoivent ensuite l'aide du Medjaÿ Ardeth. Parvenus à Hamunaptra, ils parviennent à découvrir le livre d'Amon-Râ et sauvent Evelyn avant l'issue fatale. Après un périlleux affrontement contre Imhotep et les serviteurs momies qu'il a ranimés grâce à ses pouvoirs, Evelyn parvient à déchiffrer et à prononcer les incantations du livre d'Amon-Râ, qui neutralisent toutes les momies et bannit à nouveau Imhotep dans l'au-delà. Les héros rentrent alors chez eux. Dans l'intervalle, Rick et Evy sont tombés amoureux.

## Fiche technique
Sauf indication contraire, les informations mentionnées dans cette section peuvent être confirmées par la base de données cinématographiques IMDb,  présente dans la section « Liens externes ».
- Titre original : The Mummy
- Titre français et québécois : La Momie
- Réalisation : Stephen Sommers
- Scénario : Stephen Sommers, Kevin Jarre et Lloyd Fonvielle, d'après le scénario de 1932 de John L. Baldersto, d'après une histoire de Richard Schayer et Nina Wilcox Putnam
- Musique : Jerry Goldsmith
- Direction artistique : Giles Masters, Tony Reading, Cliff Robinson et Peter Russell
- Décors : Allan Cameron et Peter Howitt
- Costumes : John Bloomfield
- Photographie : Adrian Biddle
- Son : Chris Carpenter, Rick Kline, Leslie Shatz, Chris Munro
- Montage : Bob Ducsay et Kelly Matsumoto
- Production : Sean Daniel et James Jacks
  - Coproduction : Patricia Carr
  - Production associée : Megan Moran
  - Production déléguée : Kevin Jarre
- Sociétés de production[1] : Universal Pictures et Alphaville Films
- Société de distribution[1] : Universal Pictures (États-Unis, Canada), United International Pictures (France)
- Budget : 80 millions de dollars[2]
- Pays de production :  États-Unis
- Langue originale : anglais, égyptien ancien, arabe, chinois, hébreu, hongrois
- Format[3] : couleur (DeLuxe) - 35 mm - 2,39:1 (CinemaScope) (Panavision) - son DTS| Dolby Digital| SDDS| DTS : X
- Genres : aventures, fantastique, horreur, action
- Durée : 124 minutes
- Dates de sortie[4] :
  - États-Unis, Canada : 7 mai 1999
  - France, Belgique : 21 juillet 1999
- Classification[5] :
  - États-Unis : Accord parental recommandé, film déconseillé aux moins de 13 ans (PG-13 - Parents Strongly Cautioned)[Note 1].
  - Royaume-Uni (Version censurée) : Interdit aux moins de 12 ans (12 - Suitable for 12 years and over).
  - Royaume-Uni (Version non censurée) et (Version DVD)  : Interdit aux moins de 15 ans (15 - Suitable only for 15 years and over).
  - France : Tous publics (visa d'exploitation no 97247 délivré le 25 juin 1999)[6].

## Distribution
- Brendan Fraser (VF : Guillaume Orsat) : Richard « Rick » O'Connell
- Rachel Weisz (VF : Laura Préjean) : Evelyn Carnahan
- John Hannah (VF : Georges Caudron) : Jonathan Carnahan

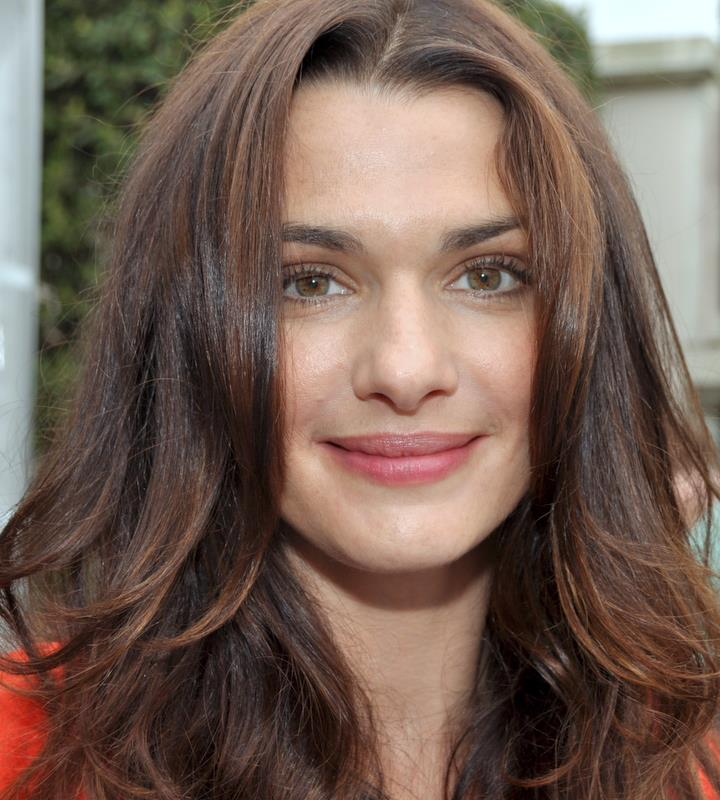
Rachel Weisz (ici au Festival du film de Deauville en 2012) interprète la bibliothécaire Evelyn dans le film.

- Arnold Vosloo : le Grand Prêtre Imhotep
- Kevin J. O'Connor (VF : Kader Benchicha) : Beni Gabor
- Jonathan Hyde (VF : Bernard Alane) : Dr Allen Chamberlain, l'égyptologue
- Oded Fehr (VF : Asil Rais) : Ardeth Bay, chef des Medjaÿ
- Erick Avari (VF : Michel Le Royer) : Dr. Terence Bey, le conservateur de la bibliothèque
- Stephen Dunham (VF : François Siener) : Isaac Henderson
- Corey Johnson (VF : Pierre-François Pistorio) : David Daniels
- Tuc Watkins (VF : Philippe Vincent) : Bernard Burns
- Omid Djalili : le gardien de la prison[7]
- Bernard Fox (VF : Philippe Dumat) : Le capitaine Winston Havelock
- Aharon Ipalé : le Pharaon Séthi Ier
- Patricia Velásquez : Anck-Su-Namun

## Production

### Origines de la franchiseLa Momie

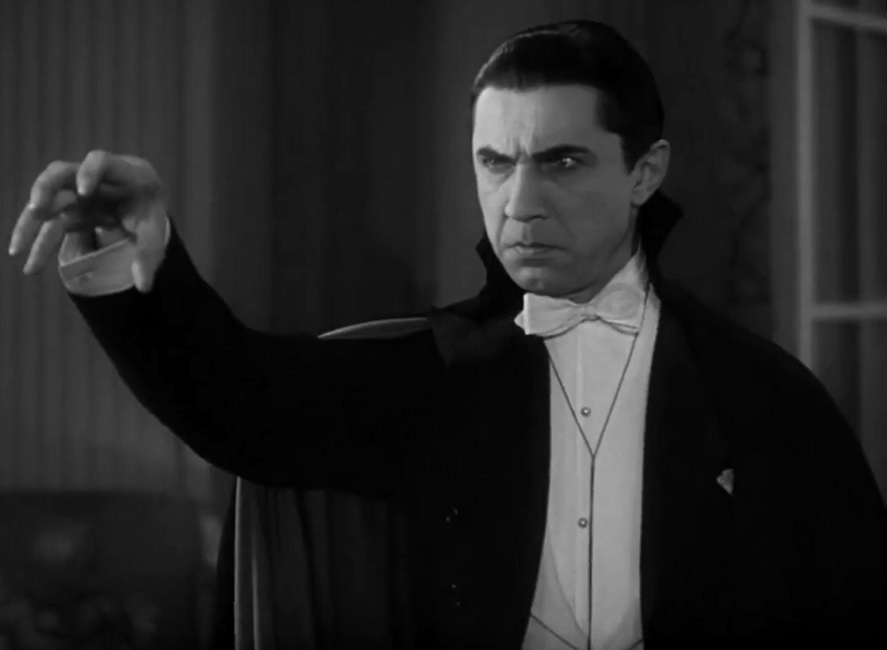
Dracula, interprété par Béla Lugosi dans le film de Tod Browning en 1931, est intégré à la série des « Universal Monsters » dont La Momie s'inspire.

Les premiers films de momies s'inscrivent dans la continuité d'un engouement pour l'Égypte antique déclenché par la campagne d'Égypte menée par Napoléon Bonaparte entre 1798 et 1801 et à la publication de la Description de l'Égypte par les scientifiques de l'expédition dans les années 1800-1820. Pendant cette période, y compris dans les années 1830, il est très à la mode de rapporter d'un séjour en Égypte un fragment de momie ou de participer à des séances de déballages de momies. Cette égyptomanie durable se diffuse rapidement auprès d'un public large et populaire, empruntant les médias de masse de l'époque, du théâtre à la publicité en passant par les ballets et bien sûr par le cinéma. Elle ravive des thèmes artistiques tels que les mystères des pyramides et la vengeance des momies profanées, thèmes qui prolongent des croyances encore plus anciennes (remontant au moins à la Renaissance) au sujet des propriétés plus ou moins magiques des momies. Le premier film à mettre en scène la résurrection d'une momie est probablement Cléopâtre réalisé par Georges Méliès en 1899.
Dans les années 1920, Universal Pictures entame la production d'une série de films d'horreur intitulée « Universal Monsters ». Ces films mettent en avant des personnages terrifiants, souvent librement inspirés de romans fantastiques, notamment français ou britanniques : le tout premier, sorti en 1923, est Notre-Dame de Paris de Wallace Worsley, inspiré du roman éponyme de Victor Hugo. Les années 1930 voient les adaptations par Universal de nombreux romans mettant en scène des créatures devenues des archétypes du cinéma d'horreur : Dracula de Tod Browning adapté du roman du même nom de l'Irlandais Bram Stoker, et la même année Frankenstein de James Whale d'après le roman de Mary Shelley. Ces deux films rencontrent un énorme succès, ce qui incite le studio à poursuivre l'élaboration d'une galerie de personnages horribles. C'est en 1932 que vient s'ajouter à cette série le film La Momie réalisé par Karl Freund, avec Boris Karloff, fameux acteur de films fantastiques, dans le rôle-titre. D'autres monstres suivent : L'Homme invisible de James Whale (The Invisible Man, 1933), La Fiancée de Frankenstein du même réalisateur (Bride of Frankenstein, 1935) et enfin Le Loup-garou de George Waggner en 1941. D'autres films font se rencontrer ces personnages, comme Frankenstein rencontre le loup-garou de Roy William Neill en 1943.
Les premiers films de momies s'inspirent des récits fantastiques d'auteurs européens comme Le Pied de momie de Théophile Gautier, parue en 1840, ou les nouvelles d'Arthur Conan Doyle comme Le Lot n°249, parue en 1892 (où un égyptologue d'Oxford tente de lancer un sortilège pour ranimer et contrôler une momie), et L'Anneau de Thoth (où un égyptologue découvre qu'une momie égyptienne contient un homme qui est encore vivant après 3 000 ans grâce à un élixir qu'il a bu, mais l'homme désire rejoindre dans la mort la femme qu'il a aimée et qui n'a pas survécu). L'Anneau de Toth sert manifestement d'inspiration au scénario de La Momie de Karl Freund en 1932, mais le texte de Doyle n'y est pas mentionné au générique.
Comme la plupart de ces films d'horreur, La Momie donne lieu à plusieurs suites : La Main de la momie (1940), La Tombe de la Momie (1942), Le Fantôme de la Momie et La Malédiction de la Momie (1944), Deux Nigauds et la momie (1955). Une deuxième série de quatre films est ensuite produite avec l'autorisation d'Universal par Hammer Film Productions entre 1959 et 1971. Ainsi, dès 1932, le personnage de la momie fait partie de l'univers des studios Universal qui l'utilisent régulièrement dans leurs grosses productions.

### Mise en projet du film

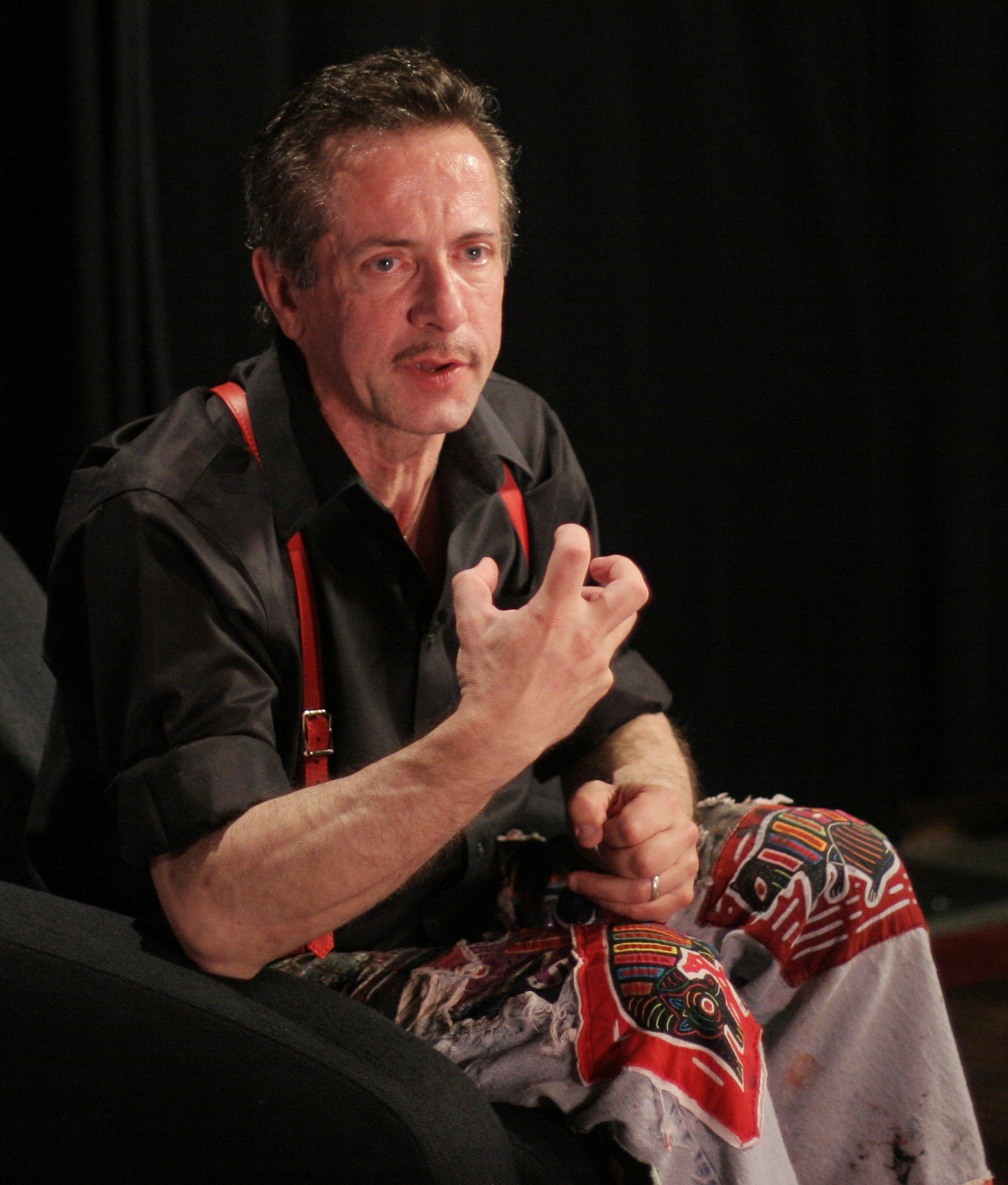
Le concept initial du projet était plus sombre et horrifique, d'où le recours à l'écrivain d'horreur américain Clive Barker (ici à Seattle en 2007).

En 1992, le producteur James Jack décide de mettre en projet un film qui remettrait la momie au goût du jour. Il reçoit l'aval d'Universal Studios, mais avec un budget de départ de 10 millions de dollars, ce qui est très peu comparé aux grosses productions du studio : le but premier est de constituer une franchise d'horreur à bas budget. James Jack recrute alors Clive Barker, écrivain et cinéaste d'horreur, pour travailler sur un synopsis. Clive Barker conçoit une histoire sombre et violente dans laquelle le directeur d'un musée d'art contemporain se révèle être un cultiste désireux de réanimer des momies,. James Jack se souvient, dans un entretien, que le projet conçu par Barker était « sombre, sexuel et empreint de mysticisme » et qu'il aurait « fait un excellent film à petit budget »,. Mais après plusieurs réunions, Universal et Clive Barker se désintéressent du projet et la collaboration s'arrête là. C'est ensuite le cinéaste d'horreur George A. Romero qui est démarché et envisage un film d'horreur façon film de zombie dans la lignée de son premier film La Nuit des morts-vivants (sorti en 1968), mais James Jack et le studio jugent le projet trop effrayant car ils souhaitent concevoir quelque chose de plus accessible.
Une version suivante du projet implique Joe Dante, réalisateur de films-catastrophe, qui propose d'augmenter le budget du film et de recruter Daniel Day-Lewis pour incarner la momie. Une nouvelle version de l'histoire est coécrite avec John Sayles : située à l'époque contemporaine, elle se concentre sur le thème de la réincarnation et intègre une part d'histoire d'amour. Cette version du projet manque de peu d'être tournée et certains éléments, dont les scarabées carnivores, sont conservés dans le produit final. Cependant, le studio n'est pas prêt à consacrer plus de 15 millions de dollars au film à ce moment et rejette la version de Joe Dante. Deux autres réalisateurs sont alors approchés par les studios : Mick Garris, qui se voit confier la réalisation mais quitte le projet peu après, et Wes Craven qui refuse l'offre.
En 1997, le réalisateur Stephen Sommers contacte James Jack avec une autre vision de La Momie : « une sorte d'Indiana Jones ou de Jason et les Argonautes où la momie en ferait voir de toutes les couleurs aux héros, ». Stephen Sommers avait vu le film à huit ans et avait envie de recréer ce qu'il y avait apprécié, mais à plus grande échelle. Sommers s'intéresse au projet depuis 1993, mais ce n'est qu'en 1997 qu'Universal le laisse proposer son idée. Les producteurs James Jack et Sean Daniel arrangent une rencontre informelle avec Sommers, réalisateur qui s'est fait connaître en 1994 grâce au succès de son film Le Livre de la jungle. Sommers soumet aux studios un projet en 18 pages. Universal traverse alors une période de difficultés financières après l'échec du film Babe, le cochon dans la ville et souhaite revisiter ses franchises à succès des années 1930. Séduits par le projet, les studios Universal donnent le feu vert à Stephen Sommers et augmentent le budget de 15 à 80 millions de dollars.

### Scénario

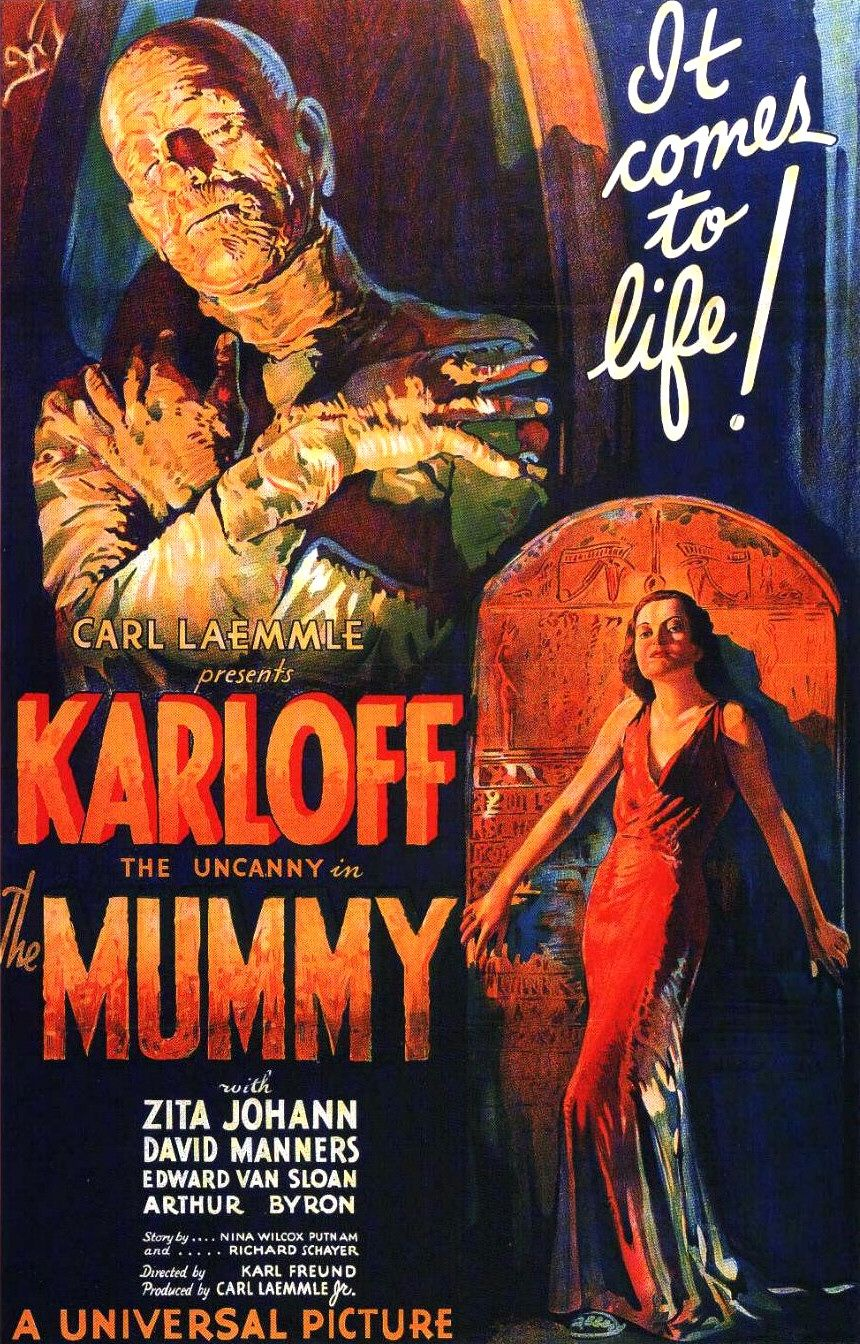
Affiche de La Momie de Karl Freund (1932) dont le film de Sommers est une reprise libre.

Le scénario définitif du film reprend plusieurs éléments centraux du film d'horreur La Momie de 1932, notamment les noms d'Imhotep et d'Ankh-Soun-Amoun et leur relation amoureuse. Stephen Sommers tenait à conserver l'aspect romantique du film de 1932, où la momie d'Imhotep, incarnée par Boris Karloff, cherche à retrouver son amour perdu. Stephen Sommers indique sur le site officiel du film : « Je voulais vraiment faire une grande aventure flamboyante et romantique située en Égypte ancienne, et La Momie offrait tout cela et davantage (...) Je voulais faire un film sur des personnages dont le sort m'intéresse vraiment. Imhotep, la Momie, est vraiment un romantique. Même dans l'original, Boris Karloff était un romantique fini, aussi. ». Toutefois, le film dans son ensemble devient avant tout un film d'aventure, qui prend modèle sur les films de la série des Indiana Jones, comme Les Aventuriers de l'arche perdue, et sur les films d'aventure classique avec Errol Flynn comme Capitaine Blood (1935), Les Aventures de Robin des Bois (1938) ou L'Aigle des mers (1940). Le film doit contenir beaucoup d'humour sans relever de la comédie et doit comporter des scènes effrayantes sans tomber dans le gore.
Le contexte antique est un peu modifié : Imhotep vit sous le règne du pharaon Séthi Ier et est momifié vivant en 1290 av. J.-C.. Le nom du personnage d'Ardeth Bay dans la version de 1999 est également puisé dans le scénario du film de 1934, où il s'agit d'un pseudonyme utilisé par la momie afin de passer inaperçue parmi les humains. Le film de 1999 fait d'Ardeth Bay un personnage autonome et un adversaire de la momie, puisqu'il est le chef des Medjaÿ qui gardent le tombeau d'Imhotep afin de l'empêcher d'être ramenée à la vie. Dans la version du scénario acceptée pour le tournage, Ardeth Bay est censé se faire tuer pendant la scène finale, mais Stephen Sommers, appréciant beaucoup l'interprétation du personnage par l'acteur Oded Fehr, modifie le scénario afin de faire survivre le personnage (qui peut ainsi réapparaître dans la suite).
Le film présente des dialogues dans la langue de l'Égypte antique, reconstruite avec l'aide de l'égyptologue Stuart Tyson Smith, consultant historique de Stephen Sommers pour le film. L'égyptien ancien est authentique ; la prononciation, y compris les accents, ont été reconstruits par Smith en s'inspirant notamment du copte antique.

### Tournage

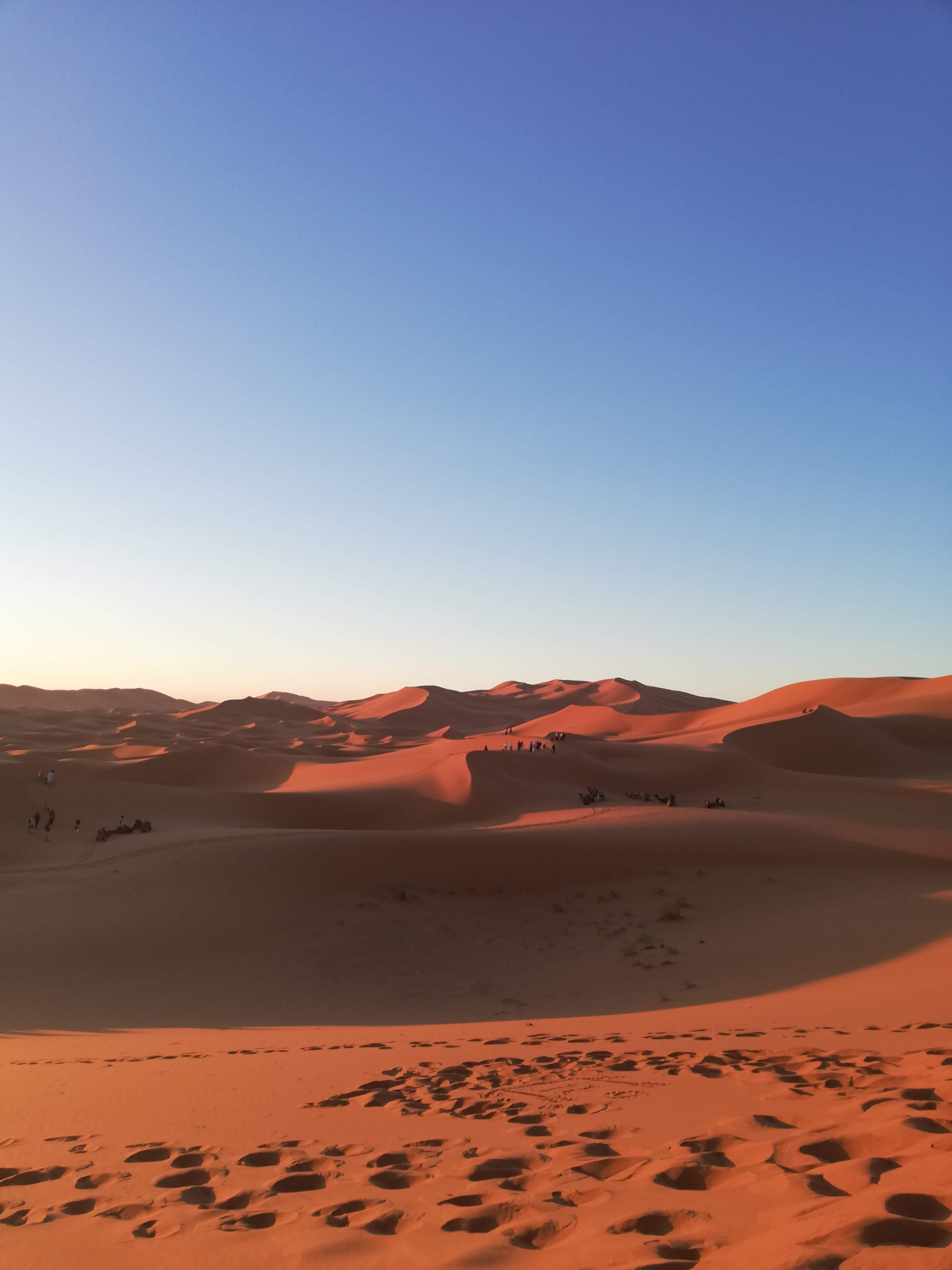
Le Sahara à proximité d'Arfoud, au Maroc, est l'un des lieux de tournage du film.

Le tournage commence à Marrakech, au Maroc, le 4 mai 1998 et dure dix-sept semaines ; il se termine au Royaume-Uni le 29 août de la même année. Les scènes égyptiennes de La Momie de 1932 avaient été tournées aux États-Unis, mais Sommers tient à ce que son film offre des paysages différents et soit tourné sur site. Toutefois, le climat politique tendu en Égypte pendant la période de pré-production du film explique que le choix des producteurs se porte sur le Maroc plutôt que de l'Égypte même pour tourner les scènes du film qui se déroulent dans ce pays. Les scènes du film qui se déroulent au Caire sont donc tournées à Marrakech ; les scènes situées dans le désert égyptien (notamment à Hamunaptra) sont tournées dans le Sahara près de la ville d'Arfoud. Quant au rivage sur lequel les personnages abordent après l'incendie et le naufrage de leur navire, il s'agit des Frensham Ponds, à Frensham, dans le district de Waverley, dans le Surrey, au sud de l'Angleterre.
La logistique du tournage des scènes de désert (en particulier le choix des lieux et la préparation du séjour de l'équipe de tournage sur place) est placée sous la responsabilité de la co-productrice Patricia Carr, qui a déjà effectué plusieurs tournages dans des déserts pour la première trilogie Star Wars et deux Indiana Jones dans les années 1970-80. Le logement de l'équipe pose des difficultés, car Arfoud est une petite ville dont les hôtels sont habitués à ne loger que des touristes restant pour quelques jours. Malgré tout le déploiement logistique possible, les conditions de tournage restent éprouvantes pour tout le monde en raison de la chaleur, des tempêtes de sable et de la faune sauvage locale (serpents, scorpions, araignées). L'équipe de tournage comprend environ 800 personnes : les acteurs, les équipes techniques, ainsi que 200 cavaliers touaregs et 80 légionnaires. Une équipe médicale séjourne sur place en même temps que les acteurs.
Les scènes d'action sont préparées en concertation avec l'équipe technique chargée de gérer les cascades. Les acteurs reçoivent un entraînement afin de monter convenablement des dromadaires à grande vitesse dans les scènes de poursuite et de manier les armes de manière crédible dans les scènes de combat.
Le décor le plus important construit pour le tournage des scènes d'extérieur est celui de la cité d'Hamunaptra, qui est construit dans le cratère d'un volcan éteint près d'Arfoud repéré par Allan Cameron (collaborateur de Stephen Sommers pour son film Le Livre de la jungle). L'équipe du film prend des mesures précises de l'endroit, qui est reconstitué aux studios de Shepperton, à Londres au Royaume-Uni, sous forme de maquettes à échelle réduite : elles sont utilisées pour planifier le tournage de la façon la plus efficace possible. La construction du décor dure seize semaines. Plusieurs plateaux de décors intègrent des mécanismes permettant à la cité de s'effondrer en prévision des scènes finales du film ; à cet effet, les colonnes des bâtiments sont constituées d'une structure interne métallique recouverte de fibre de verre et intégrant des câblages pour les effets spéciaux, tandis que le reste des décors est construit en plâtre. Comme prévu, le décor est détruit devant les caméras à la fin du tournage pour les besoins de ces scènes.

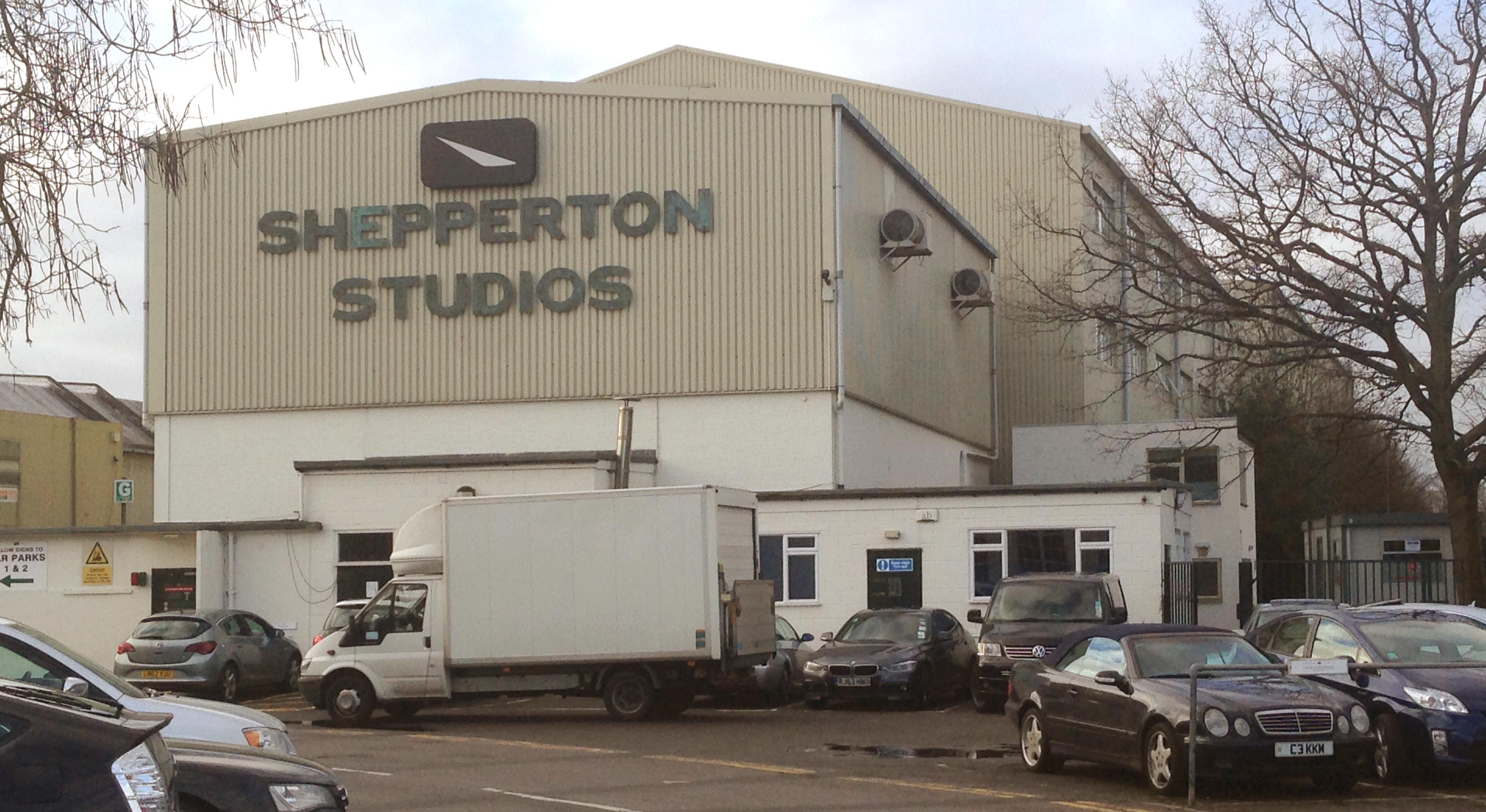
Les studios de Shepperton où de nombreuses scènes du film ont été tournées.

Après le tournage des scènes d'extérieur au Maroc, le tournage des scènes d'intérieur se déroulant à Hamunaptra a lieu aux studios de Shepperton de Londres. C'est notamment là que sont tournés les plans de la nécropole souterraine et de la chambre du trésor. Les scènes d'extérieur qui se déroulent dans le port de Gizeh, au bord du Nil, sont tournées au Chatham Dockyard au Royaume-Uni et donnent lieu à la construction d'un décor vaste et complexe.
Les scènes se déroulant au musée du Caire sont tournées aux Mentmore Towers, dans le Buckinghamshire, au Royaume-Uni. La scène dans la bibliothèque au début du film a été tournée en une seule prise. Il aurait fallu deux jours pour tout remettre en place et la tourner à nouveau.
Le film doit comporter un grand nombre d'effets visuels numériques dont l'ajout ne se fera que pendant la post-production : de ce fait, pendant le tournage, les acteurs doivent souvent recourir avant tout à leur imagination et aux conseils de Sommers pour réagir à des événements ou à des créatures absents du plateau. Arnold Vosloo, qui joue la momie, est physiquement présent sur le plateau mais porte principalement des capteurs de mouvement destinés à animer son personnage par ordinateur ensuite. L'équipe du film montre en revanche aux autres acteurs, avant le tournage de chaque scène, une photo de ce à quoi Imhotep est supposé ressembler.
Une partie des scènes utilise en revanche du maquillage, des prothèses physiques et des animatroniques : cette partie des effets spéciaux est supervisée par Nick Dudman. Par ailleurs, certaines scènes effrayantes du film sont tournées avec des animaux réels, notamment la scène où Rachel Weisz a plusieurs criquets sur le corps, ou bien celle où elle est enchaînée à un autel tandis que des rats lui courent dessus.
D'autres effets spéciaux, notamment les incendies sur le bateau ou au fort britannique, les explosions pendant l'attaque des Touaregs ou le crash du biplan, sont dirigés par Chris Corbould et complétés par des effets numériques pendant la post-production.

## Postproduction

### Effets spéciaux

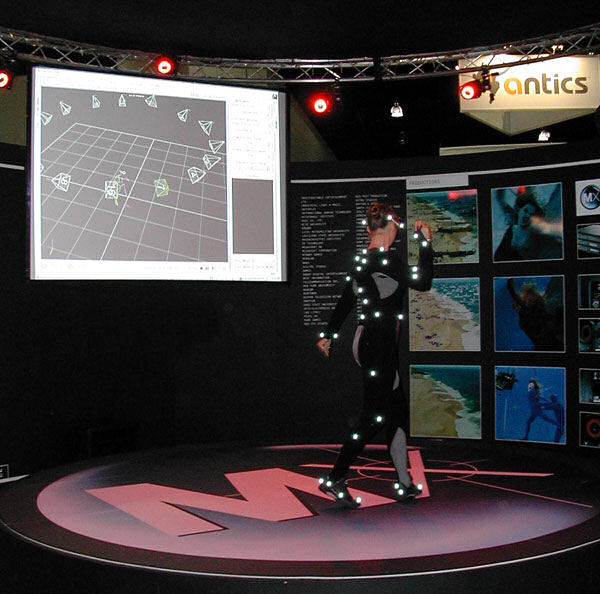
Un danseur portant une combinaison avec des marqueurs passifs réfléchissants, lors d'une capture optique de mouvement.

Stephen Sommers a dès le départ l'envie de recourir aux effets spéciaux numériques pour son film, afin de lui conférer un réalisme que les maquillages et les prothèses ne permettent pas toujours d'atteindre.
La conception des effets visuels du film est dirigée par John Berton et mise en œuvre par la société d'effets spéciaux américaine Industrial Light & Magic. La conception visuelle du personnage de la momie et le choix des techniques à utiliser pour lui donner vie à l'écran se font bien avant le début du tournage et prennent environ trois mois. Afin de rendre avec le meilleur réalisme possible les mouvements de la momie, c'est la technique de la capture de mouvement qui est retenue par Berton. Un travail préalable approfondi est réalisé par ILM à partir des photographies déjà existantes d'Arnold Vosloo (l'acteur qui joue Imhotep dans le film) puis en prenant des photographies et en réalisant des films spécifiques qui permettent aux animateurs d'étudier sa silhouette, sa démarche et ses mouvements. Par la suite, sur les plateaux de tournage, Arnold Vosloo est revêtu de capteurs qui permettent de numériser ses mouvements avec précision et de disposer ainsi d'une base pour animer la momie en infographie dans chaque plan concerné. Dans les premières scènes du film, lorsque Imhotep a encore l'apparence d'une momie, les plans sont animés entièrement en images de synthèse. À mesure que la momie s'humanise et prend les traits de l'acteur, les effets spéciaux combinent les prises de vue réelles de l'acteur en leur ajoutant des sortes de prothèses numériques (par exemple pour les plans où Imhotep n'est qu'à moitié reconstitué mais a encore une joue ou des dents manquantes). Les scènes de la dernière partie du film, où Imhotep a un aspect entièrement humain, sont simplement les prises de vue réelles d'Arnold Vosloo.
Le budget final du film s'élève à environ 80 millions de dollars.

### Bande originale
Bandes originales de La Momie
La Momie sanglante
(1971) Le Retour de la momie
(2001)
La musique originale du film, composée par Jerry Goldsmith, est éditée en CD chez Decca Records en mai 1999. Sur le site Allmusic, Stephen Thomas Erlewine estime que la bande originale est à l'image du film : « prévisible, mais d'une façon engageante » ; et qu'elle fournit une écoute « grandiose et mélodramatique » qui contient « tous les moments forts attendus ». Sur le site Score Reviews, Andreas Lindahl juge la bande originale typique des compositions de Goldsmith pour un film d'action, avec un usage net des cuivres et des percussions, notamment dans le thème principal, qui lui paraît un peu sous-exploité ; il apprécie l'usage limité et pertinent des chœurs, mais trouve un défaut potentiel dans les rythmes de percussion (notamment aux timbales) qui peuvent devenir répétitifs et ennuyeux à l'écoute de l'album entier.

## Accueil

### Accueil critique

#### Aux États-Unis
La Momie sort aux États-Unis le 7 mai 1999. Il y reçoit des critiques mitigées dans la presse. Dans le quotidien Chicago Sun-Times, Roger Ebert le voit comme un film d'aventure un peu immature mais extrêmement plaisant à regarder : « Il n'y a pratiquement rien que je puisse dire en faveur [du film], excepté que je me suis amusé à pratiquement chaque minute. Je ne peux pas argumenter en faveur du scénario, de la réalisation, du jeu des acteurs ou même de la momie, mais je peux dire que je ne me suis pas ennuyé et que certains moments m'ont procuré un plaisir déraisonnable. Il y a un peu d'immaturité logée au fond des crânes de même les plus sagaces d'entre nous, et nous devrions la chérir. ». Dans le magazine culturel Entertainment Weekly, Owen Gleiberman donne au film la note « B- » et indique : « La Momie voudrait vous faire frissonner, mais elle tente de le faire sans jamais se départir de son inconséquence joviale ».
Dans le New York Times, Stephen Holden signe une critique sceptique dans laquelle il estime que la surenchère de créatures et de péripéties frénétiques nuit à la qualité du résultat et estime que « cette version de La Momie ne prétend être rien d'autre qu'un jeu vidéo criard façon bande dessinée balancé à l'écran ». Il compare défavorablement le personnage de Rick O'Connell incarné par Brendan Fraser à Indiana Jones et juge sévèrement ses dialogues, estimant que les répliques du personnage font passer les remarques d'Harrison Ford dans les Indiana Jones pour « positivement shakespeariennes dans leur profondeur et leur rationalité ». Dans le magazine Variety, Todd McCarthy signe un des pires avis sur le film. Selon lui, « cette tentative d'Universal pour trouver de l'or en conférant une nouvelle vie à l'un des produits de ses stocks qui sent le plus le renfermé n'est qu'un ramassis de fadaises, et vraiment pas de première qualité »,. Il juge le scénario et les dialogues incapables de trouver le ton juste entre aventure et comédie, les effets spéciaux inégaux, les acteurs peu convaincants et la bande originale lui semble l'une des pires de la carrière de Goldsmith.
Le site Rotten Tomatoes confère au film une moyenne de 61/100 fondée sur 101 critiques de presse, avec la synthèse critique suivant : « Il est difficile d'argumenter de façon convaincante en faveur de La Momie si l'on essaie d'y voir une œuvre cinématographique significative de quelque espèce que ce soit, mais c'est indéniablement un film amusant à regarder ». À la même date, Metacritic, autre site américain rassemblant des critiques de films, confère à La Momie une note de 48/100 fondée sur 34 critiques de presse.
En 2019, vingt ans après la sortie du film, plusieurs médias constatent sa popularité durable. Sur le site Rotten Tomatoes, James Grebey, dans un éditorial, considère que le film a deux grands atouts : la qualité du jeu des acteurs et de l'actrice, et le mélange réussi de souffle épique, de suspense et d'humour, qui inscrit La Momie dans la ligne des films d'aventure des années 1930 et des Indiana Jones. Tout cela, selon Grebey, fait de La Momie de 1999 un Indiana Jones pour une nouvelle génération.

#### En France
La Momie sort en France le 21 juillet 1999. Le film reçoit un accueil partagé de la part des critiques de presse. Le site Allociné lui confère une note moyenne de 3,1 sur 5 calculée à partir de 14 critiques parues dans la presse et sur Internet. Tous les critiques s'accordent à voir dans La Momie un film à grand spectacle sans autre prétention que le pur divertissement, mais ils sont partagés sur la qualité du résultat. Les avis les plus favorables saluent le rythme bien dosé du scénario et la qualité des effets spéciaux. Dans le quotidien généraliste Le Parisien, Eric Leguède indique : « Stephen Sommers signe ici un film moderne à très grand spectacle ». Dans L'Écran fantastique, magazine spécialisé en cinéma fantastique, Julien Magnat soutient que « l'honnête ambition [du film] est de distraire et d'émerveiller le plus grand nombre d'entre nous tout en respectant la grande tradition de ceux qui l'ont précédé. » Dans le quotidien Le Monde, au contraire, Samuel Blumenfeld pense que « jouant sur le registre de la peur (...) comme sur celui de l'ironie (...), le film affiche un mépris total du genre, reprenant ses ficelles pour mieux s'en moquer. » Dans l'hebdomadaire culturel Télérama, cette ironie laisse sceptique Bernard Génin, qui regrette : « Le film, qui démarre sérieux, bifurque très vite vers la parodie foutraque (...) Ce n'est plus La Momie, c'est Y a-t-il un aventurier dans la pyramide ? » mais concède que « les grands gamins nostalgiques du cinoche du samedi soir seront à la fête ». Dans le magazine Le Nouvel Observateur, François Forestier voit dans le film « du cinéma high-tech, idéal pour passer un après-midi de vacances » mais lui reproche son manque total de poésie.

#### Au Canada
Dans la revue de cinéma québécoise Séquences, Loïc Bernard livre une critique mi-figue mi-raisin, jugeant que « La formule est éculée, mais les moyens utilisés pour la réaliser ont permis de la renouveler ». Convaincu par les performances d'acteurs de John Hannah et plus encore d'Arnold Vosloo (dans le rôle d'Imhotep), il apprécie également le déploiement d'effets spéciaux dans une intrigue menée à tambour battant. En revanche, il reste sceptique devant le manque d'originalité du scénario et la performance de Brendan Fraser, et il reproche au film son orientalisme, notant que « la cause humanitaire n'empêche pas un  choc des cultures, les uns répugnés par les odeurs des autres, les autres ébahis devant le courage et la force des 
uns ». Sous cet aspect comme en termes de scénario, il replace La Momie dans la lignée d'autres films d'aventures comme Le Voleur de Bagdad réalisé par Ludwig Berger, Michael Powell et Tim Whelan (1940), les Indiana Jones de Steven Spielberg (depuis 1981) et l'Aladdin de Disney (1992).

### Box office
La Momie de Stephen Sommers sort aux États-Unis le 7 mai 1999. Les studios Universal traversent alors une période de difficultés financières et comptent sur le film pour remonter la pente. Distribué dans 3210 salles dans le pays, La Momie accumule plus de 43,4 millions de dollars de recettes lors de son premier week-end en salles, ce qui est à l'époque le neuvième meilleur démarrage en salles de tous les temps aux États-Unis : c'est un succès pour le studio. Selon les chiffres du site Box Office Mojo, le film accumule un peu plus de 155 millions de dollars de recette aux États-Unis et un peu plus de 260 millions de dollars dans les autres pays, pour un total d'un peu moins de 416 millions de dollars de recettes totales dans le monde.
Le film sort en France le 21 juillet 1999. Il rassemble un peu plus d'1,13 million d'entrées au cours de sa première semaine, puis environ 627 000 entrées en deuxième semaine et 418700 entrées en troisième semaine, soit un peu plus de 2 060 000 entrées en trois semaines. Entre le 21 juillet 1999 et fin septembre 1999, le film cumule un peu plus de 3 millions d'entrées dans le pays.

## Distinctions

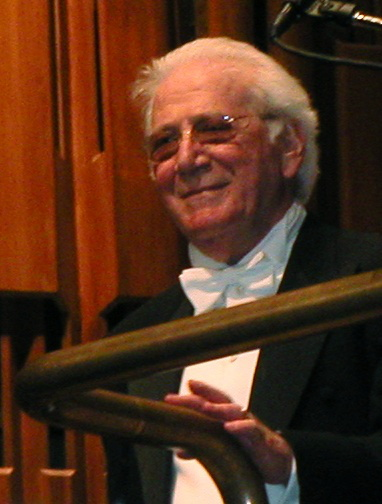
Le compositeur Jerry Goldsmith (ici en 2003) reçoit deux prix pour la bande originale du film.

Entre 1999 et 2012, La Momie a été sélectionné 31 fois dans diverses catégories et a remporté 5 récompenses,.
Le film remporte quatre prix et figure parmi les films nommés pour plusieurs autres prix. En 1999, le film remporte en Allemagne le prix Bogey d'or et le prix de l'Écran d'or.
En 2000, La Momie remporte le prix du meilleur maquillage (remis à Nick Dudman et Aileen Seaton) auprès de l'Académie des films de science-fiction, fantastique et horreur aux États-Unis, où il fait partie des films finalistes pour plusieurs autres prix : meilleur film, meilleur réalisateur, meilleur acteur (Brendan Fraser), meilleure actrice (Rachel Weisz), meilleurs costumes (John Bloomfield), meilleure musique (Jerry Goldsmith), meilleur scénario (Stephen Sommers) et meilleurs effets spéciaux (John Andrew Berton Jr., Daniel Jeannette, Ben Snow et Chris Corbould).
En 2000, le compositeur Jerry Goldsmith reçoit le prix BMI de la Meilleure musique de film aux États-Unis pour sa bande originale du film.
Le film fait partie des films finalistes pour l'Oscar du meilleur son en 2000.

### Récompenses
| Année | Festivals de cinéma                                                                                   | Prix                                        | Lauréat(es)                  |
| ----- | --- | ------------------------------------------- | ---------------------------- |
| 1999  | Écran d'or                                                                                            | Prix de l'Écran d'or                        | -                            |
| 1999  | Prix Bogey (Bogey Awards)                                                                             | Prix Bogey d'or                             | -                            |
| 1999  | Prix international de la critique de musique de film (International Film Music Critics Award (IFMCA)) | Prix IFMCA de la musique de film de l'année | Jerry Goldsmith †            |
| 2000  | Académie des films de science-fiction, fantastique et d'horreur - Saturn Awards                       | Saturn Award du meilleur maquillage         | Nick Dudman et Aileen Seaton |
| 2000  | Prix BMI du cinéma et de la télévision                                                                | Prix BMI de la meilleure musique de film    | Jerry Goldsmith              |

### Nominations
| Année | Festivals de cinéma                                                                       | Catégorie                                                 | Nommé(es)                                                                 |
| ----- | ----------------------------------------------------------------------------------------- | --------------------------------------------------------- | ------------------------------------------------------------------------- |
| 1999  | Communauté du circuit des récompenses (Awards Circuit Community Awards (ACCA))            | Meilleurs effets visuels                                  | -                                                                         |
| 2000  | Académie des films de science-fiction, fantastique et d'horreur - Saturn Awards           | Meilleur film fantastique                                 | -                                                                         |
| 2000  | Académie des films de science-fiction, fantastique et d'horreur - Saturn Awards           | Meilleur acteur                                           | Brendan Fraser                                                            |
| 2000  | Académie des films de science-fiction, fantastique et d'horreur - Saturn Awards           | Meilleure actrice                                         | Rachel Weisz                                                              |
| 2000  | Académie des films de science-fiction, fantastique et d'horreur - Saturn Awards           | Meilleure réalisation                                     | Stephen Sommers                                                           |
| 2000  | Académie des films de science-fiction, fantastique et d'horreur - Saturn Awards           | Meilleur scénario                                         | Stephen Sommers                                                           |
| 2000  | Académie des films de science-fiction, fantastique et d'horreur - Saturn Awards           | Meilleure musique                                         | Jerry Goldsmith                                                           |
| 2000  | Académie des films de science-fiction, fantastique et d'horreur - Saturn Awards           | Meilleurs costumes                                        | John Bloomfield                                                           |
| 2000  | Académie des films de science-fiction, fantastique et d'horreur - Saturn Awards           | Meilleurs effets visuels                                  | John Andrew Berton Jr., Daniel Jeannette, Ben Snow et Chris Corbould      |
| 2000  | Association du cinéma et de la télévision en ligne (Online Film & Television Association) | Meilleurs effets visuels                                  | John Andrew Berton Jr., Daniel Jeannette, Ben Snow et Chris Corbould      |
| 2000  | Csapnivaló Awards                                                                         | Pire film                                                 | -                                                                         |
| 2000  | Éditeurs de sons de films                                                                 | Meilleur montage sonore - Effets et bruitages             | Leslie Shatz, Jonathan Klein, Richard Burton, Thom Brennan et Mark Pappas |
| 2000  | MTV Movie Awards                                                                          | Meilleure scène d'action                                  | Pour la scène du monstre de sable                                         |
| 2000  | Oscars du cinéma,                                                                         | Meilleur son                                              | Chris Munro, Leslie Shatz, Chris Carpenter et Rick Kline                  |
| 2000  | Prix du divertissement à succès                                                           | Meilleure actrice dans un film d'action                   | Rachel Weisz                                                              |
| 2000  | Prix du divertissement à succès                                                           | Meilleur acteur dans un film d'action                     | Brendan Fraser                                                            |
| 2000  | Prix du divertissement à succès                                                           | Meilleur acteur dans un second rôle dans un film d'action | John Hannah                                                               |
| 2000  | Prix du divertissement à succès                                                           | Meilleur méchant                                          | Arnold Vosloo                                                             |
| 2000  | Prix Fangoria Chainsaw                                                                    | Meilleur acteur dans un second rôle                       | Arnold Vosloo                                                             |
| 2000  | Prix Fangoria Chainsaw                                                                    | Meilleur compositeur                                      | Jerry Goldsmith                                                           |
| 2000  | Prix Fangoria Chainsaw                                                                    | Meilleur maquillage / créature FX                         | Nick Dudman et John Andrew Berton Jr.                                     |
| 2000  | Prix Satellites                                                                           | Meilleurs effets visuels                                  | John Andrew Berton Jr., Chris Corbould, Mark Freund et Steve Hamilton     |
| 2000  | Récompenses des arts du cinéma et de la télévision de la British Academy,                 | Meilleurs effets visuels                                  | John Andrew Berton Jr., Daniel Jeannette, Ben Snow et Chris Corbould      |
| 2000  | Société des critiques de films de Las Vegas                                               | Meilleurs effets visuels                                  | John Andrew Berton Jr.                                                    |
| 2006  | Festival international du film fantastique de Gérardmer                                   | Rétrospective                                             | -                                                                         |
| 2012  | Festival du Film Jules Verne                                                              | Meilleur film d'aventure ou de science-fiction            | -                                                                         |

## Analyse

### Pertinence historique

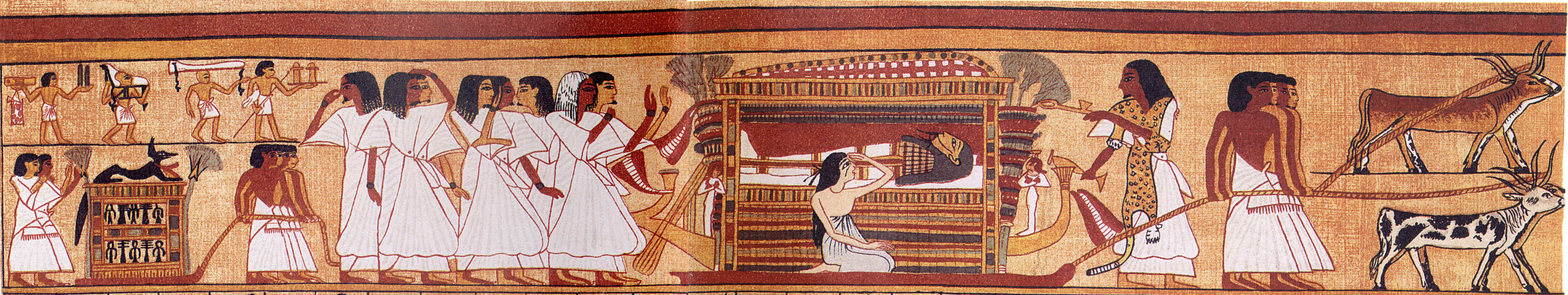
Scène de funérailles avec momie. Fac-similé d'une illustration sur le Papyrus d'Ani, une version du Livre des morts réalisée vers 1200 av. J.-C.

Le film de Stephen Sommers a eu recours à une documentation historique et à des consultants égyptologues, mais garde une grande liberté par rapport à la réalité historique pour les besoins de l'intrigue.
Certains détails du film sont historiquement exacts. Ainsi les Égyptiens antiques et les guerriers momies emploient des armes en bronze et non en fer, la maîtrise du fer s'étant faite après l'époque dont ils proviennent. Lors de la découverte du complexe funéraire où repose la momie, Evelyn découvre une salle de momification qu'elle nomme à juste titre Sah-Netjer.
Le nom des Médjaï est porté dans le film par des gardes du corps du pharaon, qui deviennent dans les années 1920 des protecteurs des tombes. Dans l'Égypte antique réelle, ce nom a été porté par des nomades nubiens qui furent recrutés par l'armée égyptienne en tant que mercenaires et paramilitaires, et firent partie de la police égyptienne pendant la période du Nouvel Empire (entre 1500 et 1000 av. J.-C. environ). Le film imagine leur survie en tant que secte mystique bien après l'Antiquité.
Le film nomme le prêtre momifié « Imhotep ». Ce nom, dans la réalité, est principalement associé à un vizir et architecte ayant vécu au IIIe millénaire av. J.-C., sous le règne du pharaon Djéser, donc nettement avant l'époque de Séthi Ier à laquelle vit l'Imhotep du film. Loin d'avoir laissé un mauvais souvenir, Imhotep demeure à la postérité comme un architecte de renom et est même divinisé à l'époque gréco-romaine. On ne lui prête aucun pouvoir maléfique, au contraire : il devient le patron des médecins. Cependant, le nom d'Imhotep a été porté par d'autres personnalités égyptiennes antiques à des époques variées : un roi de la VIIIe dynastie et un vizir au service du pharaon Thoutmôsis Ier sous la XVIIIe dynastie.
Le nom d'Hamunaptra, mentionné dans le film au titre de « Cité des morts », ne correspond pas à un site archéologique précis en Égypte : c'est une invention des scénaristes. Dans la réalité, il a existé plusieurs nécropoles en Égypte ancienne, les plus célèbres étant la Vallée des Rois et la Vallée des Reines, situées sur la rive occidentale du Nil près de Thèbes. Mais leur emplacement n'était pas tenu secret et leur accès n'était nullement interdit. Au contraire : on s'y rendait régulièrement afin d'accomplir les rites du culte funéraire, destinés à montrer aux défunts qu'on ne les oubliait pas et à s'assurer qu'ils menaient une existence confortable dans l'au-delà.
Dans le film, le Livre des morts égyptien est présenté comme un ouvrage n'existant qu'en un seul exemplaire et contenant des formules magiques capables de ressusciter les morts. En réalité, le Livre des morts, dans ses différentes versions, est l'un des écrits que les archéologues retrouvent le plus couramment dans les tombes égyptiennes antiques. Ses formules n'avaient pas pour ambition de faire revenir les morts à la vie ici-bas mais de les réveiller au moment d'accéder à l'après-vie dans l'au-delà. Ce livre prend des formes très variées, comprenant des textes mais aussi des dessins ou encore des formules inscrites sur des statuettes ou des amulettes. Ces textes sont systématiquement adaptés en fonction du mort qu'ils concernent.
Dans le film, le Livre des morts est un livre relié, alors que les égyptiens ne connaissaient que les rouleaux de  papyrus. Les livres reliés, avec des pages, n’apparaissent qu’au Ier siècle  avant  notre ère à Rome[réf. nécessaire].
Le processus de momification tel qu'il apparaît dans le film contient des inexactitudes historiques. Il montre cinq vases canopes utilisés pour recueillir les organes du défunt, dont un contenant le cœur. En réalité, lorsque la momification incluait l'emploi de vases canopes pour extraire et conserver les organes (ce que seuls les gens des catégories sociales les plus élevées et les plus riches pouvaient se permettre), on utilisait au maximum quatre vases canopes, et on n'y conservait jamais le cœur, car cet organe abritait l'âme dans les croyances religieuses des anciens Égyptiens et il était toujours laissé à l'intérieur de la poitrine (ou replacé lorsqu'il en était extrait temporairement pendant la préparation du corps).
Les plaies d'Égypte que la résurrection d'Imhotep déchaîne sur le pays s'inspirent des dix plaies d'Égypte mentionnées dans la Bible au Livre de l'Exode, mais le film les réutilise dans un contexte tout différent. Dans la Bible, le Dieu des Hébreux inflige ces dix fléaux au pays pour forcer le Pharaon à laisser partir le peuple d'Israël qu'il maintenait en esclavage. Dans le film, c'est la momie égyptienne elle-même, Imhotep, qui dispose des pouvoirs nécessaires pour les déchaîner contre ses ennemis à volonté.

### Représentation des égyptologues

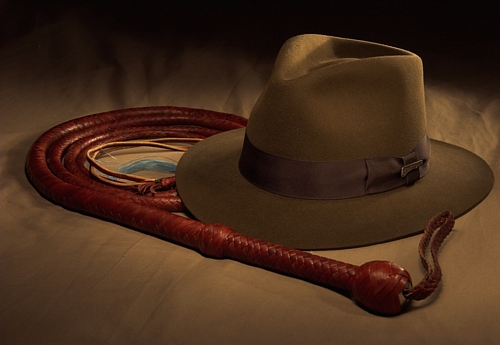
Le chapeau et le fouet d'Indiana Jones, héros des films de Steven Spielberg, l'un des archéologues de fiction les plus connus.

Dans un article de l'European Journal of Archaeology paru en 2004, Mark Hall remarque que « depuis les années 1920, il ne s'est pas passé une décennie sans qu'au moins un film traite des possibilités horrifiques de l'égyptologie » ; et il observe que, dans la grande majorité de ces films, la mise en scène des archéologues et de leur travail sert de simple faire valoir pour les éléments surnaturels de l'intrigue.
Les personnages d'archéologues dans les fictions destinées au grand public sont souvent représentés comme de véritables héros dont les activités sont bien éloignées de la réalité du travail archéologique. Dans La Momie de 1999, Evelyn Carnahan travaille comme bibliothécaire et dispose d'une excellente connaissance de l'Égypte ancienne, au point qu'elle est capable de lire les hiéroglyphes couramment. Le site Archaeology Mythbusting, tenu par une enseignante de l'Université d'État du Michigan, reconnaît dans ce personnage un exemple du mythe selon lequel tous les archéologues seraient capables de lire les hiéroglyphes. En réalité, les archéologues ont en général une formation très spécialisée : un archéologue spécialisé dans les cultures amérindiennes, par exemple, ne saurait pas lire les hiéroglyphes égyptiens antiques. Et même les archéologues spécialisés dans l'Égypte ancienne, c'est-à-dire les égyptologues, ont souvent besoin de l'aide de leurs collègues linguistes quand ils ont affaire à des textes en hiéroglyphes. Quant aux bibliothécaires, leur formation inclut rarement ce type d'enseignement.
Gabriel Moshenska, qui dresse en 2017 une typologie de leurs représentations dans la culture populaire, observe que le personnage d'Evelyn Carnahan de La Momie de 1999 peut se rattacher à une longue tradition de personnages d'archéologues de fiction dépeints comme des rats de bibliothèque au caractère excentrique. Evelyn possède plusieurs caractéristiques qui la rattachent à ce stéréotype : son intérêt pour les antiquités et les livres anciens la conduit à se mettre en danger ; elle ne s'intéresse qu'à la connaissance et méprise les trésors les plus fabuleux ; elle se trouve souvent perdue et déconcertée lorsqu'elle quitte la bibliothèque. Moshenska la rapproche du personnage de Marcus Brody, un ami d'Indiana Jones capable de se perdre dans son propre musée. Il observe enfin qu'Evelyn Carnahan est présentée comme exerçant le métier de bibliothécaire (ce qu'elle fait avec fierté) et que son personnage incarne particulièrement « les stéréotypes tristement sexistes associés à cette profession : la jeune femme à lunettes vêtue avec goût qui, au cours du récit, va avoir droit à un changement d'apparence, devenir sexy et tomber amoureuse ».

### Analyses postcoloniales

Edward Saïd (1935-2003) a initié le courant des études postcoloniales.

La Momie fait partie des nombreux films américains et européens à mettre en scène l'Égypte ancienne. Walid El Khachab remarque qu'à l'inverse, le cinéma égyptien comprend un nombre extrêmement restreint de films dont les intrigues sont situés en Égypte ancienne (les principaux étant Cleopatra d'Ibrahim Lama et Badr Lama en 1943 et L'Émigré de Youssef Chahine en 1994). Ceux dont l'Égypte ancienne est le thème principal sont tout aussi rares (La Momie de Shadi Abdessalam en 1969). Le cinéma égyptien évoque beaucoup plus souvent la période médiévale et, plus globalement parlant, la période musulmane de l'histoire de l'Égypte ; à l'inverse, le cinéma européen et américain se concentre beaucoup plus sur l'Antiquité au détriment de la période musulmane. Walid El Khachab en déduit que l'Égypte ancienne, tout comme la Grèce antique et la Rome antique, joue un rôle important dans la manière dont l'Occident se représente à lui-même par le biais du cinéma.
Dans un article de la revue Rhetoric and Writing Studies (publiée par des membres du département du même nom à l'Université d'État de San Diego), Ridha Mikdadi analyse le film au prisme de l'orientalisme et de la représentation de l'Autre. Il appuie son étude sur le courant de recherche des études postcoloniales, inauguré par l'ouvrage L'Orientalisme : L'Orient créé par l'Occident d'Edward Saïd en 1978. Selon Rikdadi, « dirigée par une distribution principalement britannique et américaine, La Momie est coupable d'à peu près tous les stéréotypes culturels possibles en relation avec la représentation des Arabes comme figures de l'Autre ». Tandis que l'Égypte ancienne y est glorifiée par des plans grandioses sur les pyramides, les Arabes de l'époque de l'intrigue principale sont présentés comme laids, sales et incultes. Si le film recourt également à des stéréotypes sur les Américains (présentés comme des cow-boys friands de violence) et les Britanniques (montrés comme des colonialistes racistes et élitistes), Mikdadi estime que ces stéréotypes sur les Occidentaux sont plus comiques que racistes. Il conclut que le seul personnage représenté de manière positive dans ce film est celui d'Evie, « l'héroïne mi-britannique, mi-égyptienne, incroyablement intelligente quoique tête en l'air ». Cependant, la mise en valeur d'Evelyn se nourrit elle aussi de stéréotypes orientalistes. Evelyn s'exprime avec un accent britannique et s'habille en Européenne pendant les premières scènes. Privée de ses bagages par le naufrage, elle est habillée en « femme arabe pseudo-traditionnelle ». Mikdadi remarque que la tenue orientale d'Evelyn comprend un voile diaphane tandis que celles des deux femmes qui l'habillent sont noires, occultantes et leur couvrent tout le corps. Cette tenue pseudo-orientale d'Evelyn contribue à séduire Rick, dans une reprise du stéréotype de la femme orientale voilée mais aguicheuse.

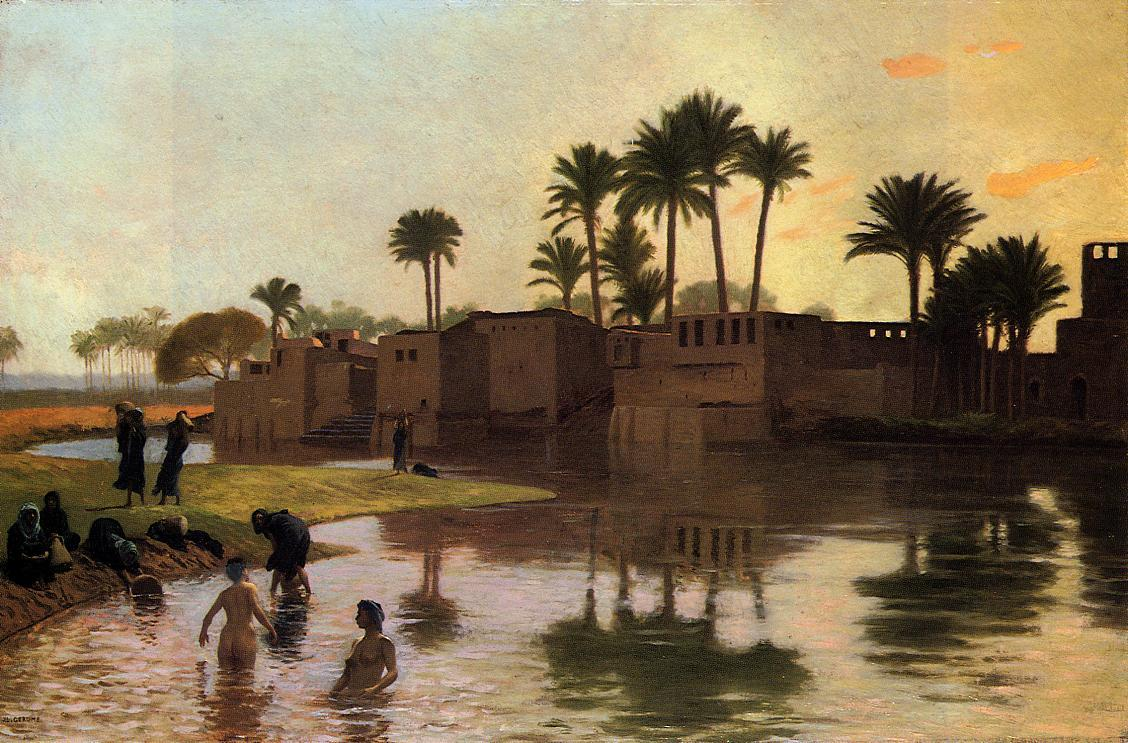
Un exemple de toile orientaliste : Baigneuses au bord d'un fleuve, de Jean-Léon Gérôme (XIXe s.).

Les personnages d'Arabes dans le film prêtent le flanc aux mêmes critiques. Deux personnages secondaires Arabes font des apparitions notables dans l'intrigue : le chef des Medjaï et le geôlier de la prison où est enfermé Rick. Le chef des Medjaï, joué par Oded Fehr et crédité sous le nom d'Ardeth Bay, offre une représentation a priori positive des Arabes, puisqu'il lutte contre Imhotep et s'allie aux héros, mais il n'est pas nommé durant le film et il est présenté comme un Bédouin stéréotypé qui n'a jamais conduit de voiture ou pris l'avion et qui a désespérément besoin de héros britanniques et américains pour l'aider à vaincre la momie alors que sa société secrète en a la mission depuis des millénaires. Le deuxième personnage récurrent d'arabe dans le film est le geôlier de la prison, jamais nommé non plus, qui est quant à lui selon Rikdadi « l'Arabe formulaire d'Hollywood : puant, vulgaire, laid, ignare, lubrique, cupide, glouton et violent, une formule dérivée d'une perspective orientaliste ». Au cours d'une scène du voyage dans le désert, Jonathan le compare à un dromadaire en raison de ces divers défauts. Outre ces deux personnages secondaires sans nom, le film montre des foules d'Arabes anonymes qui servent de chair à canon : ils se font dévorer, mitrailler, écraser, dissoudre par les pièges à acide de Hamunaptra, etc. Ce sont des hommes à la peau brune enturbannés qui sont filmés de la manière la moins séduisante possible, de près, ce qui montre leurs dents manquantes, et seulement au moment où ils meurent, s'enfuient ou se réfugient derrière leurs maîtres. Quant aux femmes arabes, elles ne sont pas mieux représentées : celles des années 1920 sont réduites à des silhouettes en voile intégral et à une danseuse en pleine danse du ventre, tandis que le personnage d'Égyptienne antique, Anck-Sun-Amun, est une femme fatale qui porte traîtreusement le premier coup mortel à son pharaon.
Mark A. Hall remarque que La Momie de 1999, comme la plupart des films de momies, y compris ceux du XXIe siècle comme Le Retour de la momie (la suite de La Momie sortie en 2001), perpétuent une représentation de l'archéologie comme une imposition coloniale qui sert d'outil d'appropriation d'un héritage culturel. Dans le film, les archéologues sont britanniques et américains, tandis que les seuls Égyptiens qui s'intéressent à leur propre passé le font sous l'angle des légendes et des superstitions, comme le curateur archéologique du Musée des Antiquités du Caire qui se révèle faire partie de la société secrète des Medjaï vouée à empêcher le retour de la momie. Le fait que nombre de films de momies, y compris récents, recourent à des intrigues situées dans les années 1920 et 1930, donc dans un contexte colonial, contribue à perpétuer cet imaginaire en montrant des travailleurs égyptiens peiner sous les ordres d'archéologues européens ou américains.

### Place dans l'histoire du cinéma
Selon Fanny Robles, la sortie de cette version de La Momie en 1999 s'inscrit dans une période de regain d'intérêt pour les morts-vivants victoriens, en témoignent le Dracula de Francis Ford Coppola (1992) et le Frankenstein de Kenneth Branagh (1994). Elle souligne également les éléments de continuité entre le scénario de La Momie de 1999 et la version de 1932 qui lui sert de base, notamment l'amour entre Imhotep et Anck-Su-Namun. Les technologies modernes renforcent le propos initial horrifique de l'intrigue : « l'horreur du corps mort revenant à la vie est renforcée par le réalisme des images de synthèse ».
Kristen Whissel replace La Momie dans une phase de l'histoire du cinéma d'effets spéciaux spectaculaires qui recourt principalement à des créatures animées en infographie. Elle fait commencer cette période en 1993 avec Jurassic Park de Steven Spielberg, qui met en scène de spectaculaires dinosaures reconstitués en images de synthèse. Un autre procédé récurrent de ces films consiste à mettre en scène des foules spectaculaires de personnages ou de créatures animés en images de synthèse. La Momie se situe ainsi dans la lignée de films des années 1990 qui popularisent ce procédé, comme Arachnophobia de Frank Marshall en 1990, Independence Day de Roland Emmerich en 1996 et Starship Troopers de Paul Verhoeven en 1997.

## Exploitation

### Éditions en vidéo
Le film est sorti sous la forme d'une cassette vidéo VHS distribuée par Universal Pictures en 1999.
Le film sort en DVD Deluxe édition, sous la forme de 4 DVD sous coffret, en 2002. En 2004, une édition La Momie : ultimate edition regroupe La Momie, Le Retour de la momie et Le Roi Scorpion dans un coffret de 5 DVD. Le film sort en HD DVD en 2007 puis en disque Blu-ray en 2008.
Fin 2017, le film ressort en 4K Ultra HD Blu-ray dans une version nettoyée et remastérisée avec une résolution d'image de 2160p HDR (Ultra HD Blu-ray) et un son de qualité DTS:X (core DTS-HD Master Audio 7.1) pour la version originale, tandis que la version française conserve la qualité DTS 5.1 (mi-débit) qui était celle des premières éditions DVD. L'édition comprend plusieurs bonus : trois commentaires audio et plusieurs vidéos : « Une armée pour conquérir le monde », « L'Héritage de The Mummy », « Création des effets visuels et effets spéciaux », « Fabriquer une momie plus crédible », plusieurs scènes coupées d'une durée totale de 2 min 21 s et un photomontage d'une durée de 4 min 18 s.
En 2017, à l'occasion de la sortie au cinéma de la nouvelle version de La Momie, la trilogie de Stephen Sommers et Rob Cohen est rééditée en DVD et en Blu-ray dans un coffret de 4 DVD sous le titre The Mummy Trilogy, avec de nouvelles jaquettes.

### Produits dérivés

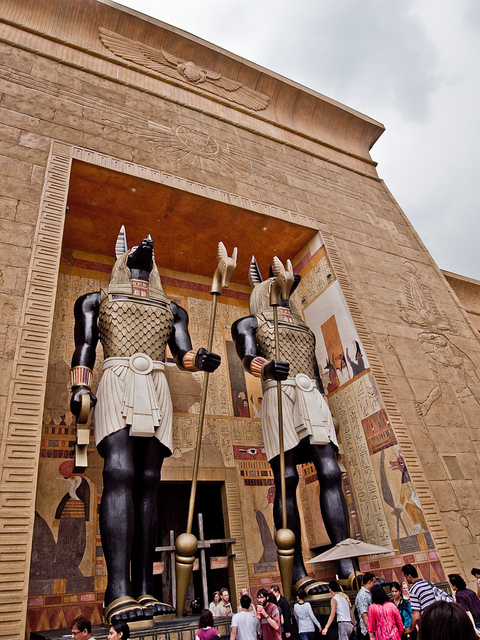
L'entrée de l'attraction Revenge of the Mummy (La Vengeance de la momie) à Universal Studios Singapore, à Singapour, en 2010.

Des produits dérivés de plusieurs types s'appuyant sur la franchise La Momie sont commercialisés au moment de la sortie du film et au cours des années suivantes.
Une novélisation du film est écrite par Max Allan Collins et publiée chez Berkeley en mai 1999. Le même auteur écrit les novélisations des deux suites,. Un livre relatant la conception du film est écrit par l'écrivaine de science-fiction américaine Pat Cadigan et paraît chez Ebury Press en 1999.
Deux adaptations du film en jeu vidéo sont réalisées : The Mummy, un jeu d'action et d'aventure pour PlayStation et PC développé par Rebellion Developpements, et The Mummy, un jeu d'énigmes pour Game Boy Color développé par Konami Nagoya.
En 2004, une attraction Revenge of the Mummy, mêlant montagnes russes en intérieur et parcours scéniques, ouvre à Universal Studios Florida puis à Universal Studios Hollywood ; Stephen Sommers, réalisateur des films La Momie, en est le consultant créatif.

### Suites et films dérivés
Le succès commercial du film de Sommers donne lieu à deux suites : Le Retour de la momie (The Mummy Returns), du même réalisateur, en 2001, puis La Momie : La Tombe de l'empereur Dragon (The Mummy : Tomb of the Dragon Emperor) de Rob Cohen en 2008. Les trois films mettent en vedette Brendan Fraser.
Cinq films formant une série dérivée ont également été réalisés autour du Roi Scorpion, un personnage de roi akkadien introduit dans Le Retour de la momie. Le premier, Le Roi Scorpion, est réalisé par Chuck Russell et sort en salles en 2002. Les autres films sortent directement en vidéo : Le Roi Scorpion 2 : Guerrier de légende, réalisé par Russell Mulcahy, en 2008, qui est une préquelle au Roi Scorpion. Le Roi Scorpion 3 : L'Œil des dieux, réalisé par Roel Reine et sorti en 2012, qui prend la suite de l'intrigue du premier film ; Le Roi Scorpion 4 : La Quête du pouvoir réalisé par Mike Elliott en 2015, puis Le Roi Scorpion : Le Livre des âmes réalisé par Don Michael Paul en 2018.
La franchise donne également lieu à la production d'une série télévisée d'animation pour la jeunesse, La Momie. Créée par Stephen Sommers et produite par Universal Cartoon Studios et Rough Draft Studios, elle est diffusée pour la première fois sur la chaîne américaine Kids' WB en 2001 avant d'être diffusée en France sur M6. La série reprend les personnages principaux des deux premiers films et donne un rôle plus important à Alex, le fils de Rick et d'Evy (apparu dans Le Retour de la momie), montré comme un adolescent précocement expert en matière d'Égypte ancienne et recruté par les Medjaÿ. La série remet en scène Imhotep ainsi qu'Anck-Su-Namun en tant qu'ennemis récurrents. Elle dure deux saisons, soit 26 épisodes, jusqu'en 2003. Dans un ouvrage universitaire, Lisa Hopkins remarque une différence entre le film de 1999, destiné davantage à un public adulte, et plusieurs de ses suites et œuvres dérivées, principalement Le Retour de la momie et la série animée, qui se destinent respectivement à un public familial incluant les enfants et à un jeune public, en adaptant pour ce large public des éléments issus du courant littéraire et artistique du gothique.
En 2017, la série de films fait l'objet d'un redémarrage, également intitulé La Momie, réalisé par Alex Kurtzman et mettant en vedette Tom Cruise. Le film doit servir à lancer une nouvelle franchise cinématographique du studio Universal, le Dark Universe (« Univers Sombre »), qui aurait repris les Universal Monsters en leur consacrant un film à chacun puis en les faisant éventuellement se rencontrer dans de futurs films. L'échec critique et commercial de La Momie de Kurtzmann conduit Universal à différer puis à définitivement annuler ce projet de franchise,.